# Boogvlekkapoentje
Het boogvlekkapoentje (Clitostethus arcuatus) is een kever uit de familie van de lieveheersbeestjes (Coccinellidae).
De imago wordt circa 1 mm lang. De kleur varieert van bleek- tot zeer donkerbruin. Op de dekschilden is veelal in het midden een boogvormige tekening herkenbaar, waarnaar de wetenschappelijke naam arcuatus verwijst. Daarachter is vaak een vagere tweede boog te zien. De soort leeft van witte vlieg, en wordt wel ingezet als biologische bestrijder. Het dier is warmteminnend, en wordt met name op klimop gevonden, en in het zuiden van het verspreidingsgebied ook op bomen uit het geslacht Citrus.
De soort komt in West-, Centraal- en Zuid-Europa en in Noord-Afrika voor.